# Fedderwarden
Fedderwarden ist seit 1972 ein Stadtteil von Wilhelmshaven in Niedersachsen. Er liegt im Nordwesten des Stadtgebietes und hat etwa 2000 Einwohner.

## Geschichte

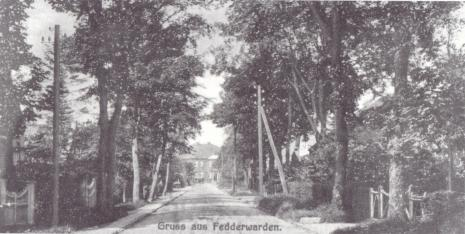
Fedderwarden um 1900, Poststr. mit Blick auf Gasthof „Schwarzer Adler“

Im Gegensatz zu der erst im 19. Jahrhundert gegründeten Stadt Wilhelmshaven ist Fedderwarden wesentlich älter und wurde vermutlich schon um Christi Geburt besiedelt. Eine erste Siedlung trug den Namen „Knull“ – noch heute ein Straßenname im alten Ortskern – wohl als Bezeichnung für eine Erhebung, eine Wurt, die als Kern einen Geesthügel enthält. Urkundlich wird die Gemeinde 1420 zum ersten Male als „Ffedderwurden in Frisia“ erwähnt, und die Kirche dem Sendstuhl Jever zugeordnet.
Die südöstlich am Rande Fedderwardens gelegene Burg Kniphausen aus dem 15. Jahrhundert war Verwaltungssitz der Herrschaft Kniphausen, die bis 1854 innerhalb des Landes Oldenburg weitgehende Unabhängigkeit genossen hat, und zu der neben Fedderwarden auch die benachbarten Dörfer Sengwarden und Accum gehörten. Mit der Beendigung des so genannten Bentinckschen Erbfolgestreits wurde das Gebiet vollkommen in das Großherzogtum Oldenburg eingegliedert.
Von 1933 bis 1948 war Fedderwarden ein Teil der Großgemeinde Kniphausen. Nach deren Auflösung gehörte es zur Gemeinde Sengwarden, bis es am 1. Juli 1972 nach Wilhelmshaven eingemeindet wurde.

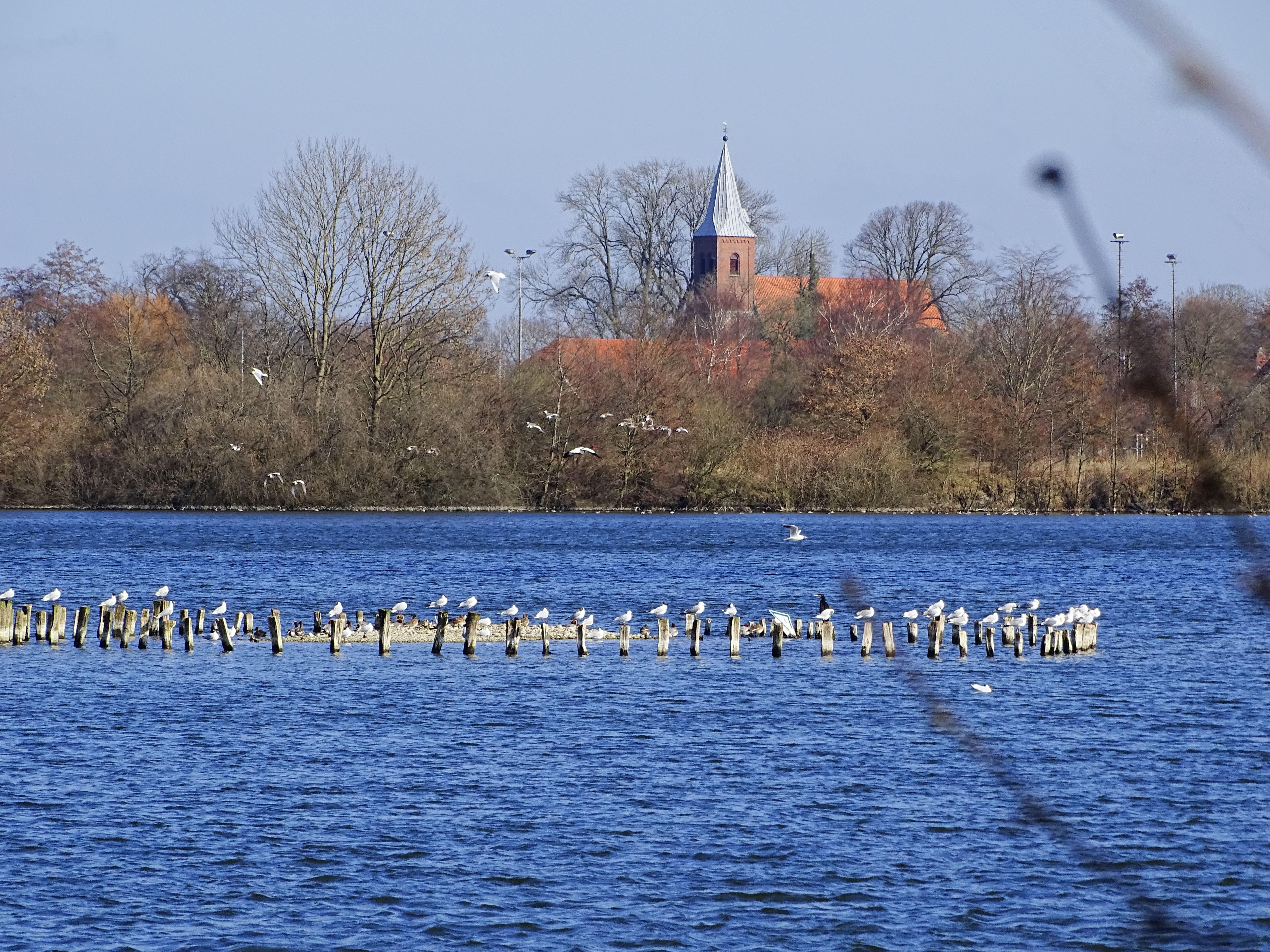
Landschaftsschutzgebiet Barghauser See im Wilhelmshavener Stadtteil Fedderwarden

## Namensherkunft
Fedderwarden ist aus einer bäuerlichen Wurtensiedlung (Wurt = angelegte Aufschüttung, die Gehöfte und Siedlungen vor Sturmfluten schützen soll) hervorgegangen. Der Name bedeutet: „der Wohnplatz der Sippe der Fedde“.

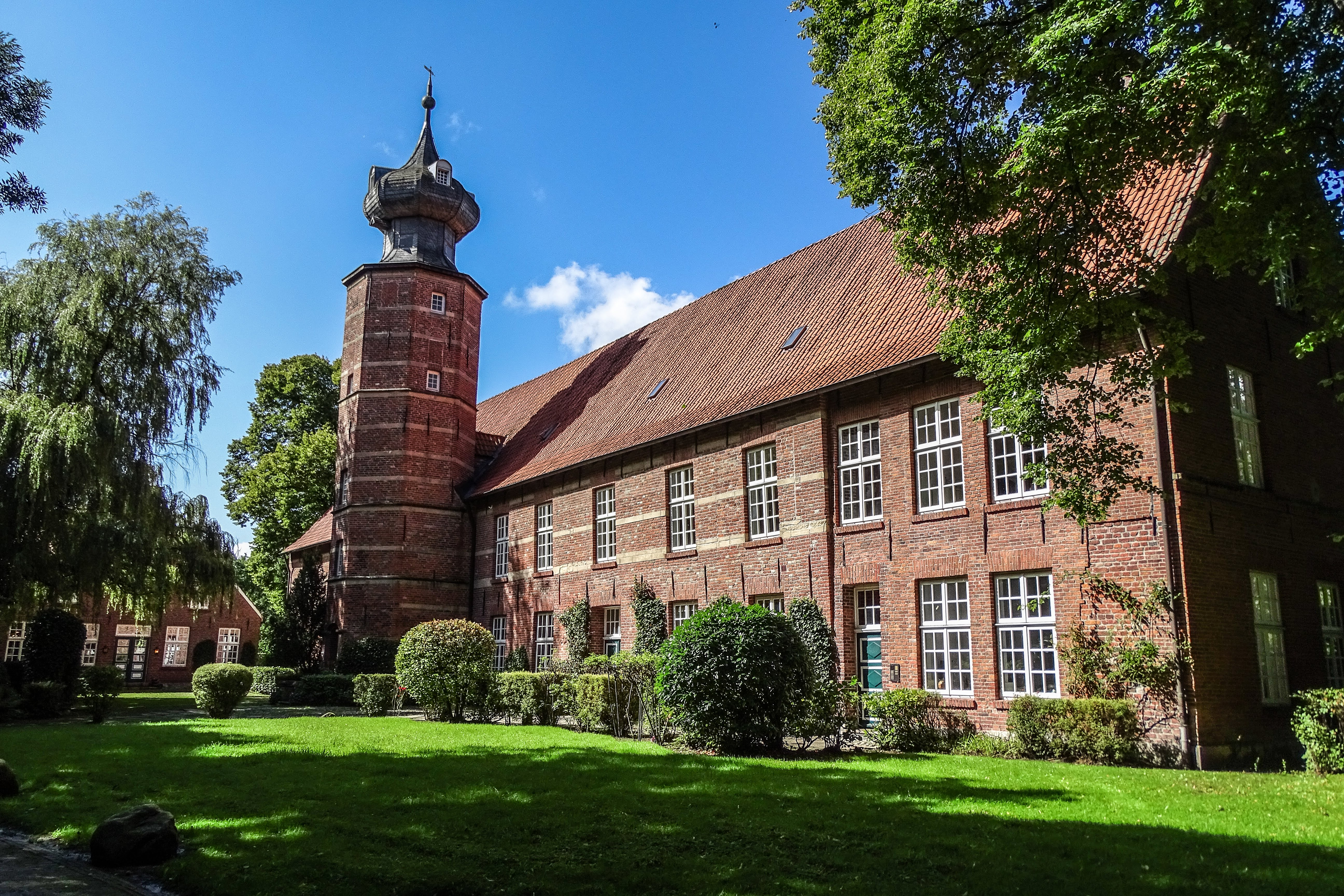
Burg Kniphausen

## Sehenswürdigkeiten

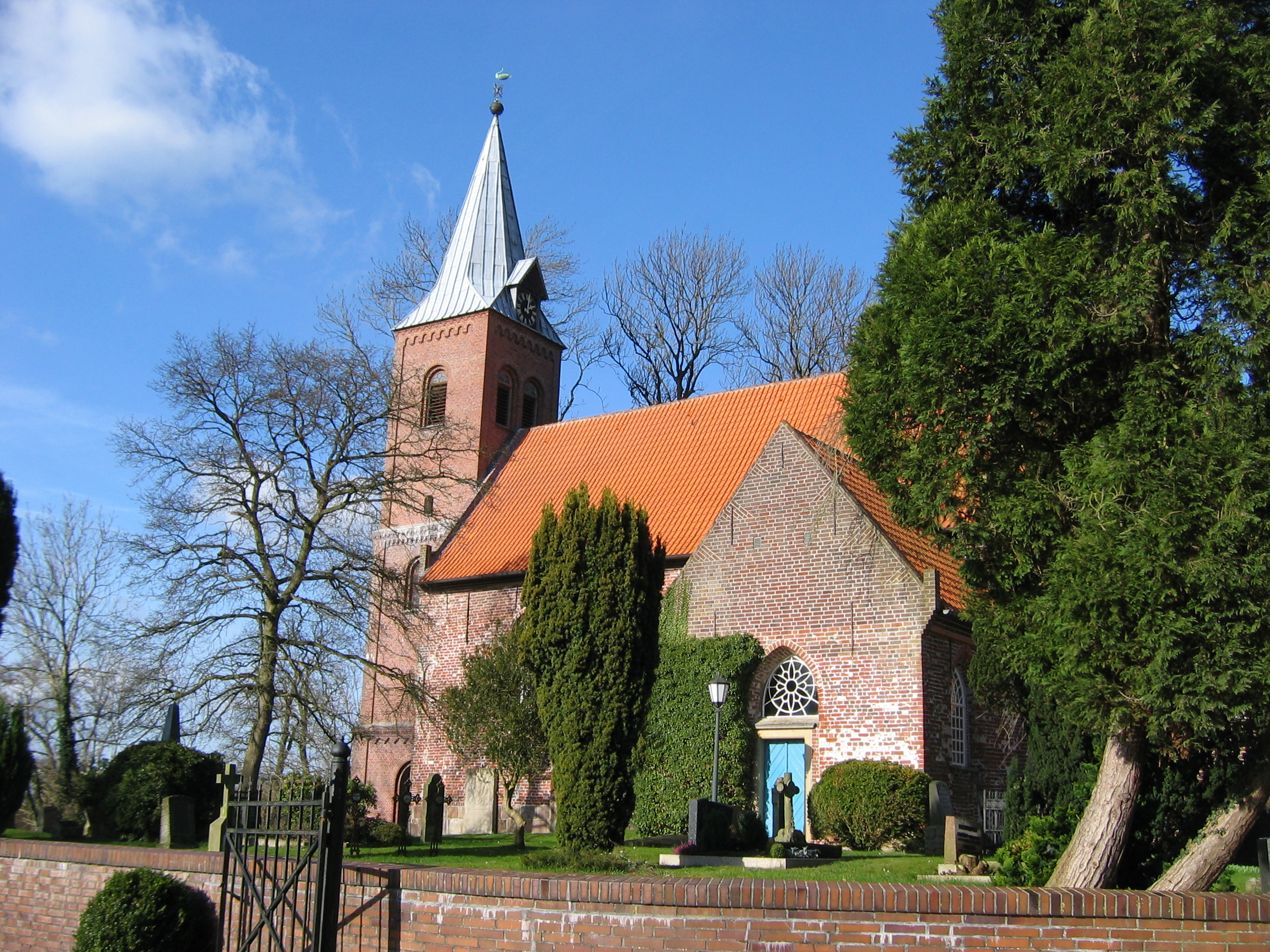
St.-Stephanus-Kirche

Sehenswert ist die aus dem 13. Jahrhundert stammende St.-Stephanus-Kirche. Der Eingang der St. Stephanus-Kirche wurde im Jahre 1540 angebaut, der Turm stammt aus dem Jahr 1875. Im Gegensatz zu vielen anderen friesischen Kirchen ist hier die Apsis genuiner Bestandteil des Baukörpers und nicht in späteren Jahren angefügt worden. Die Ausstattungsstücke sowie die Kirche insgesamt zeigen, dass sie in verschiedenen Epochen ausgestaltet wurde und nur wenig aus der neueren Zeit stammt. Besonders zu erwähnen ist das Taufbecken von Graf Anton Günther, der dieses, ebenso wie das Schnitzwerk über der Kanzel und einen Abendmahlskelch von 1633, der Gemeinde 1648 übergab.
Das Altarbild von Paul Händler (1833–1903) wurde 1888 gemalt und zeigt die Emmaus-Szene in Öl auf Leinwand. Der Kauf des Gemäldes wurde durch eine Spende des wohlhabenden Bremer Kaufmanns Laurenz Heinrich Carl Melchers ermöglicht.
Die Orgel der Kirche St. Stephanus ist bereits die dritte Orgel der Gemeinde. Nach Orgelbauten von Joachim Kayser (Jever) und Johann Claussen Schmid (gen. Schmid II, Oldenburg) baute schließlich die Firma Alfred Führer (Wilhelmshaven) 1978 eine „alte“ neue Orgel. Gehäuse und Pfeifenmaterial der Christian Vater-Orgel von 1711 aus Wildeshausen wurden verwendet und durch 4 neue Register sowie zwei alte Register der Schmid II-Orgel von 1867 ergänzt.

## Landschaftsschutzgebiet
Der südwestlich von Fedderwarden gelegene Barghauser See gehört zum 32 Hektar großen, gleichnamigen Landschaftsschutzgebiet, das 2007 von der Stadt Wilhelmshaven als LSG WHV Nr. 87 ausgewiesen wurde. Der See dient vielen Vögeln als Lebensraum und ist ein wichtiges Jagdhabitat, insbesondere für die nach europäischem Recht besonders geschützte Teichfledermaus. Das Landschaftsschutzgebiet wird seit 1990 vom NABU-Wilhelmshaven gemeinsam mit dem BSH und dem BUND betreut.

## Wirtschaft und Infrastruktur

### Stromversorgung
In der Nähe der Bundesautobahn 29 entstand ein Umspannwerk der TenneT TSO, das u. a. Strom aus Windparks in der Nordsee und dem Kraftwerk Wilhelmshaven aufnehmen und über die Station in Conneforde in das allgemeine Verteilnetz einspeist; das Werk ist im zweiten Halbjahr 2020 in Betrieb gegangen.
Ferner ist eine Stromrichterstation für das NeuConnect Seekabel zur Hochspannungs-Gleichstrom-Übertragung von bzw. nach Großbritannien im Bau. Die Inbetriebnahme ist für 2028 geplant.

## Einwohner

### Entwicklung
Am 31. Dezember 2022 hatte der Stadtteil Fedderwarden 1755 Einwohner. Vor allem in den Jahren 2001–2003 konnte der Stadtteil kräftigere Einwohnerzuwächse verzeichnen. Seit 2004 ist die Einwohnerzahl rückläufig.

### Frauen- und Ausländeranteil
Der Frauenanteil liegt im Stadtteil bei 49,7 %, was leicht unter dem städtischen Durchschnitt liegt. 2,7 % der Einwohner Fedderwardens sind Ausländer (Stand 2022).

### Besiedlung
Fedderwarden hat sich trotz vieler Veränderungen seinen dörflichen Charakter bewahrt. Der Dorfkern ist umgeben von landwirtschaftlich genutzten Flächen. Insgesamt hat der Stadtteile eine Fläche von 768 Hektar. Die Einwohnerdichte liegt 2,3 Einwohnern je Hektar weit unter dem städtischen Durchschnitt.

### Alter
Mit einem Durchschnittsalter von 47,5 Jahre liegt Fedderwarden über dem Wilhelmshavener Durchschnitt (Stand 2022). Zu erklären ist dies durch die 30,8 % Senioren die in diesem Stadtteil leben, auch wenn 18,5 % der Einwohner minderjährig sind (etwas über dem Gesamtdurchschnitt).

### Haushalte
Die Überhand gewinnen hier die Zwei-Personen-Haushalte mit 39 %, die Ein-Personen-Haushalte erzielen den zweiten Platz mit 33,8 % (mehr als 20 % unter dem Gesamtdurchschnitt). Die meisten Einwohner leben mit ihrem Ehepartner zusammen im Stadtteil und 21,9 % der Haushalte haben ein oder mehrere Kind, was mehr als 5 % höher ist als der Stadtdurchschnitt.

### Einwohnerbewegungen
Im Jahr 2022 gab es wesentlich mehr Sterbefälle als Geburten, was ein Saldo von −7 Einwohner ergibt. Positiv wirken sich die Zuzüge (150) gegenüber den Fortzügen (134) aus.

## Persönlichkeiten
- Hillart Cropp (1808–1861), Jurist und Politiker, Abgeordneter der Frankfurter Nationalversammlung
- Gerhard Gerdes (1861–1941), Admiral der Kaiserlichen Marine

## Vereine

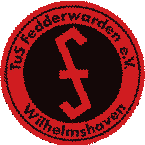
Emblem TuS Fedderwarden e. V.

In Fedderwarden ist der TuS Fedderwarden e. V. beheimatet. Der Verein ist ein Breitensportverein und bietet Fußball, Männerturnen, Männer-Freizeitsport, Boccia und Wirbelsäulengymnastik an.
Mit dem KBV „He löppt noch“ Fedderwarden 1983 e. V. ist auch ein Boßelverein im Ort aktiv.
Der Trägerverein Jugendzentrum Fedderwarden e. V. kümmert sich sowohl um das Jugendzentrum „Spritzenhaus“, als auch um den Jugendtreff Sengwarden und den Abenteuerspielplatz Voslapp.
Der Bürgerverein hat sich das Ziel gesetzt, Heimatpflege und Heimatkunde zu fördern.
In unmittelbarer Nähe von Fedderwarden liegt der Golfplatz Mennhausen. Betreiber der 18-Loch-Anlage ist der Golfclub Wilhelmshaven-Friesland e. V.